# Verkehrswesen
Das Verkehrswesen ist die Gesamtheit aller sozialen, wirtschaftlichen und technischen Institutionen, Einrichtungen oder Prinzipien, die für die Erstellung eines Ortsveränderungsprozesses (Verkehr) benötigt werden, sofern dieser außerhalb von Betrieben stattfindet. Innerhalb von Betrieben spricht man vom Fördern.

## Definition
Das Verkehrswesen hat das Ziel der Veränderung des räumlichen Daseins von
- Gütern (Waren, Dienstleistungen, Kapital, Energie)
- Personen (einschließlich Fremdenverkehr)
- Nachrichten (auf stofflichen und nicht stofflichen Trägern)

Das Verkehrswesen ist Ausdruck der jeweils vorherrschenden Mobilitätskultur. Es umfasst z. B.:
- die volkswirtschaftliche Branche „Verkehr und Transportwesen“ (Verkehrswirtschaft) mit den Unternehmen, deren Geschäftstätigkeit in der Erstellung von Mobilitäts- bzw. Verkehrsdienstleistungen (z. B. Personenbeförderung, Gütertransport, Postwesen, Telekommunikation) besteht sowie verwandte Branchen, wie z. B. das Verkehrsbauwesen, den Fahrzeugbau und -instandsetzung u. ä. (vgl. Öffentlicher Verkehr), wobei das Nachrichtenwesen teilweise als Bestandteil des Verkehrswesens aufgefasst wird, auch wenn das Nachrichtenwesen inzwischen einen weitgehend vom Verkehrswesen unabhängigen Komplex bildet
- die Verkehrspolitik und die Verkehrsverwaltung
- die technischen und organisatorischen Mittel, um Verkehrsprozesse zu realisieren (Verkehrszweige bzw. Verkehrsträger), also: Schienengebundener Verkehr/Eisenbahn, Straßenverkehr bzw. Kraftverkehr, Luftverkehr, Schifffahrt, Leitungsverkehr u. ä.
- die sozialen Aspekte, wie z. B. Mobilitätsverhalten (Räumliche Mobilität)
- die Verkehrswissenschaften und ihre Institutionen sowie verwandte Gebiete (Verkehrsbauwesen, Verkehrsingenieurwesen, Verkehrsplanung, Verkehrspsychologie, Verkehrssicherungswesen, Verkehrssoziologie, Verkehrstechnik, Verkehrswirtschaftslehre usw.)
- den nichttechnischen bzw. nichtöffentlichen Verkehr sowie weitere Verkehrsarten (z. B. motorisierter Individualverkehr, innerbetrieblicher Transport/Werkverkehr/Wirtschaftsverkehr, Fußgänger- und Radverkehr)

Eine quantitative Untersuchung des Verkehrswesens kann mit der Verkehrswertigkeit erfolgen.

## Verkehrswesen in der Umgangssprache
Im Unterschied zum Fachwort „Verkehrswesen“ bezeichnet der Fachbegriff Verkehr den Prozess der Ortsveränderung von Gütern, Personen und Nachrichten. Der Unterschied: Das Verkehrswesen ist notwendige Voraussetzung, damit Verkehrsprozesse ablaufen können. Wenn jedoch in der Umgangssprache vom „Verkehr in der Bundesrepublik“ oder dem „Verkehr im 19. Jahrhundert“ die Rede ist, so ist damit in der Regel das Verkehrswesen gemeint. Also: Verkehr ist die umgangssprachliche Kurzform des Fachbegriffs „Verkehrswesen“, jedoch kein Synonym.
Findet der Ortsveränderungsprozess statt, um das räumliche Dasein von Personen und Gütern zu verändern, so spricht man vom Transportwesen bzw. vom Transportprozess.
In der DDR hieß das Verkehrsministerium „Ministerium für Verkehrswesen“.